# تپه چغارکی
تپه چغارکی مربوط به دوره ساسانیان است و در شهرستان فارسان، بخش مرکزی، شهر فارسان، کنار دانشکده هنر واقع شده و این اثر در تاریخ ۲۷ اسفند ۱۳۸۷ با شمارهٔ ثبت ۲۶۵۶۳ به‌عنوان یکی از آثار ملی ایران به ثبت رسیده است.